# اوته لمپر
اوته لمپر (انگلیسی: Ute Lemper؛ زادهٔ ۴ ژوئیهٔ ۱۹۶۳) یک موسیقی‌دان اهل آلمان است. وی از سال ۱۹۸۷ میلادی تا کنون مشغول فعالیت بوده‌است.
از فیلم‌ها یا برنامه‌های تلویزیونی که وی در آنها نقش داشته‌است می‌توان به بوگس، آماده پوشیدن و جادو در مهتاب اشاره کرد.